# Grays (rivière de Nouvelle-Zélande)
Pour les articles homonymes, voir Grays.

La rivière Grays (en anglais : Grays River) est un cours d’eau situé dans le Bassin de Mackenzie
, dans l’île du Sud de la Nouvelle-Zélande. 

## Géographie
C’est un affluent de la rivière Tekapo. Elle s’écoule vers le sud-ouest sur une distance de 25 km, rejoignant la rivière Tekapo au sud-est du  lac Pukaki.
Elle ne doit pas être confondue avec la rivière « Gray River », un petit affluent du fleuve Awatere dans la région de  Marlborough, ni avec la rivière Grey qui est plus large et située dans l’île du Sud dans la région de la West Coast.